# Georg Schulze (Lehrer)
August Edmund Paul Georg Schulze (* 31. Mai 1846 in Berlin; † 1932) war ein deutscher Lehrer und Schulleiter, Philologe, Germanist und Sanskritforscher.

## Leben
Georg Schulze war als Angehöriger des Garde-Füsilier-Regiments im Deutsch-Französischen Krieg 1870/71 in den Gefechten bei St. Privat und Sedan sowie bei der Belagerung von Paris eingesetzt.
Er studierte an der Friedrich-Wilhelms-Universität Berlin und gehörte seit 1863 der Berliner Burschenschaft Germania an. Er promovierte 1867 an der Georg-August-Universität Göttingen mit einer Ludwig Weiland gewidmeten Arbeit zum Thema Über das Verhältniss des Ζ zu den entsprechenden Lauten der verwandten Sprachen. Auf seine darin enthaltenen Einwendungen gegen Georg Curtius’ Darstellung unterzog dieser im zweiten Band seiner Studien zur griechischen und lateinischen Grammatik von 1869 einer eingehenden Prüfung. Schulze disputierte öffentlich am 7. August 1867 zum Thema Ueber den dentalen Vorschlag des Jod.
Im Sommer 1876 wurde er am Französischen Gymnasium als Hilfslehrer beschäftigt und am 29. September 1876 am Berliner Leibniz-Gymnasium angestellt. 1881 wurde er zum Oberlehrer befördert, 1884 zum Rektor der I. Städtischen Höheren Bürgerschule in Berlin-Charlottenburg ernannt. Sein Schwerpunkt dort war es, das „praktische Können der Schüler zu pflegen und zu fördern, ohne auch nur im geringsten das notwendige Maß des Theoretisch-Wissenschaftlichen im Sprachunterrichte zu beeinträchtigen.“ Ab Ostern 1888 bis zu seiner Zurruhesetzung am 1. April 1912 war er Direktor des Französischen Gymnasium zu Berlin. Nach ihm wurde Albert Gottschick provisorisch zum Direktor ernannt, der selbst kein Französisch konnte, und man strich das Französische als Unterrichtssprache.
Georg Schulze war seit 1878 verheiratet mit Olga Schulze, geborene Tirpitz, eine Schwester Alfred von Tirpitz’. Aus der Ehe des gemeinsamen Sohnes Erich Edgar Schulze mit Marie Luise Boysen ging der Widerstandskämpfer Harro Schulze-Boysen hervor. Ein weiterer Sohn war Werner Schulze.

## Veröffentlichungen (Auswahl)
- Über das Verhältniss des Ζ zu den entsprechenden Lauten der verwandten Sprachen. Diss., Dieterich’sche Verlagsbuchhandlung, Göttingen 1867.
- Die neueste französische Volksschule im Lichte der Weltausstellung zu Amsterdam. Neuwied 1884.[11]
- Bericht über das Königliche Französische Gymnasium in den Jahren 1689–1889. Festschrift, A. Haack, Berlin 1890.
- Der jetzige Lehrplan des Französischen Gymnasiums. Berlin 1895.
- Abriss der französischen Formenlehre in Beispielen. A. Haack, Berlin 1895.
- Noch einmal die Unterrichtserfolge des Französischen Gymnasiums in Berlin, Das humanistische Gymnasium, 1899.
- Richtlinien für den Unterricht in der deutschen Satz- und Wortlehre, Beilage zum Jahresbericht des Königlichen Französischen Gymnasiums, Berlin 1905.

## Ehrungen
- 1906: Verleihung des Titels Geheimer Regierungsrat[12]
- 1910: Roter Adlerorden IV. Klasse[13]
- 1912: Roter Adlerorden III. Klasse mit Schleife[14]
- 1912: Orden der Krone von Rumänien, Kommandeurkreuz[15]